# Herzhausen (Dautphetal)
Herzhausen is een plaats in de gemeente Dautphetal in de Duitse deelstaat Hessen.

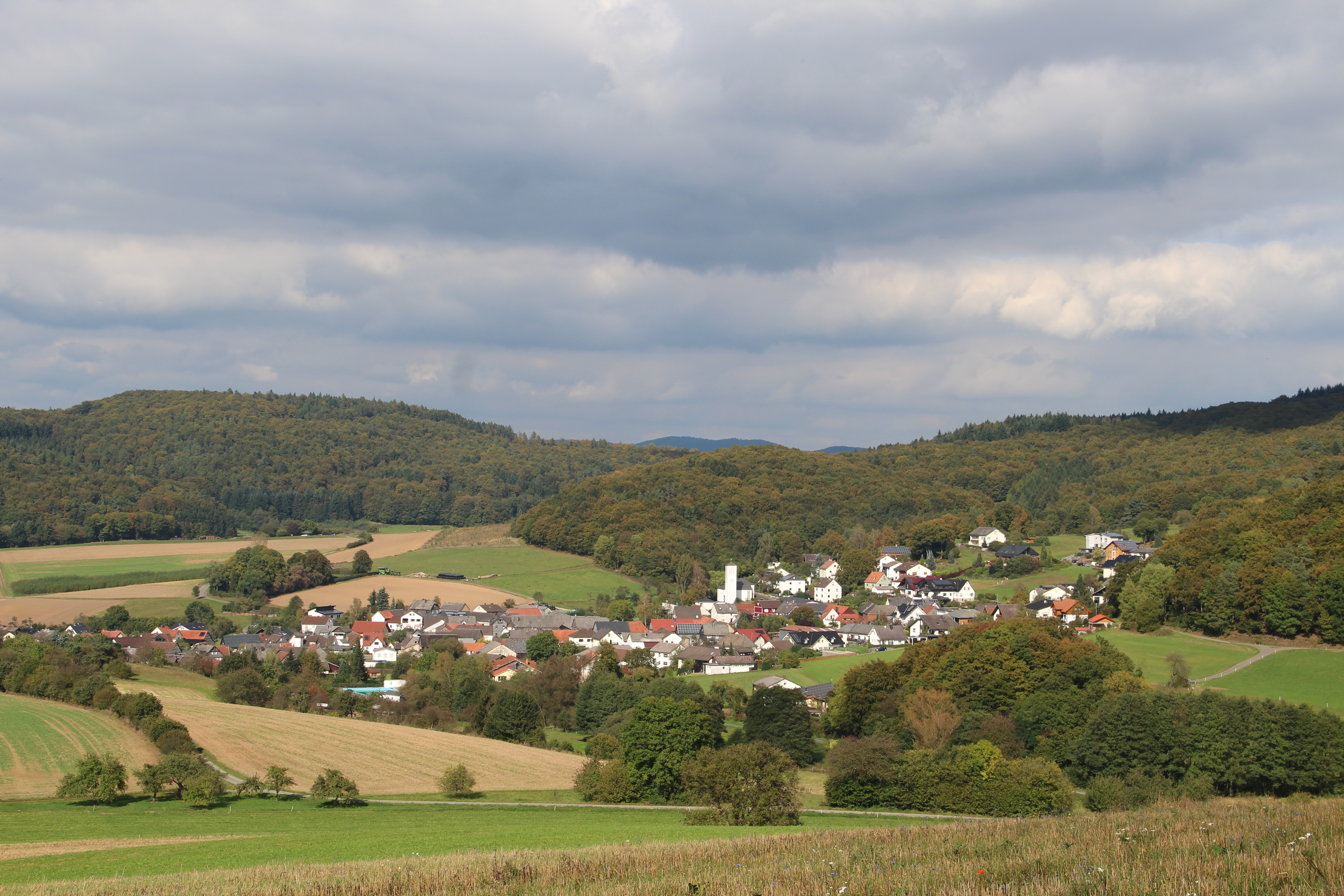
Herzhausen gezien vanuit het zuiden

Allendorf · Buchenau · Damshausen · Dautphe · Elmshausen · Friedensdorf · Herzhausen · Holzhausen · Hommertshausen · Mornshausen · Silberg · Wolfgruben